# فاطمه مقدسیه
فاطمه مَقدَسیّه (۱۳۱۹ -۱۴۰۱) (نسب: فاطمه بنت محمد بن عبدالهادی مقدسیه صالحه) بانوی محدث فلسطینی بود که بیشتر در دمشق زیست. از ۹ تن از علمای روزگارش از جمله ابن عساکر اجازهٔ نقل داشت. فاطمه مقدسیه در محلهٔ صالحیهٔ دمشق می‌زیست و ابن حجر عسقلانی از شاگردانی او بود و نزد او بسیاری از کتاب‌ها و اجزای درسی را خواند.